# Бурлани (Горж)
Бурлани (рум. Burlani) насеље је у Румунији у округу Горж у општини Пригорија. Oпштина се налази на надморској висини од 526 m.

## Становништво
Према подацима из 2002. године у насељу је живело 163 становника, од којих су сви румунске националности.